# شورای امنیت ملی (ترکیه)
شورای امنیت ملی ( ترکی استانبولی: Milli Güvenlik Kurulu   ، به انگلیسی MGK ) آژانس حکومتی مهمی است که از جانب رئیس جمهور ترکیه (که فرمانده کل قوا می باشد) برای بررسی امنیت ملی ، موضوع های نظامی و سیاست خارجی با مسئولان ارشد امنیت ملی و برای هماهنگ کردن این سیاست ها میان دولت های گوناگون استفاده می شود. آژانس ها همانند شوراهای امنیت ملی نظایر کشورها، ام جی کی سیاست امنیت ملی را گسترش می دهد.
این سیاست در سند سیاست امنیت ملی ذکر گردیده است ، که طبق معمول به عنوان "کتاب قرمز" نام برده می شود.   گاهی زمان ها کتاب سرخ را "سری ترین" سند در ترکیه نام می برند. این سند یک یا دو بار در دهه به روز می شود. 

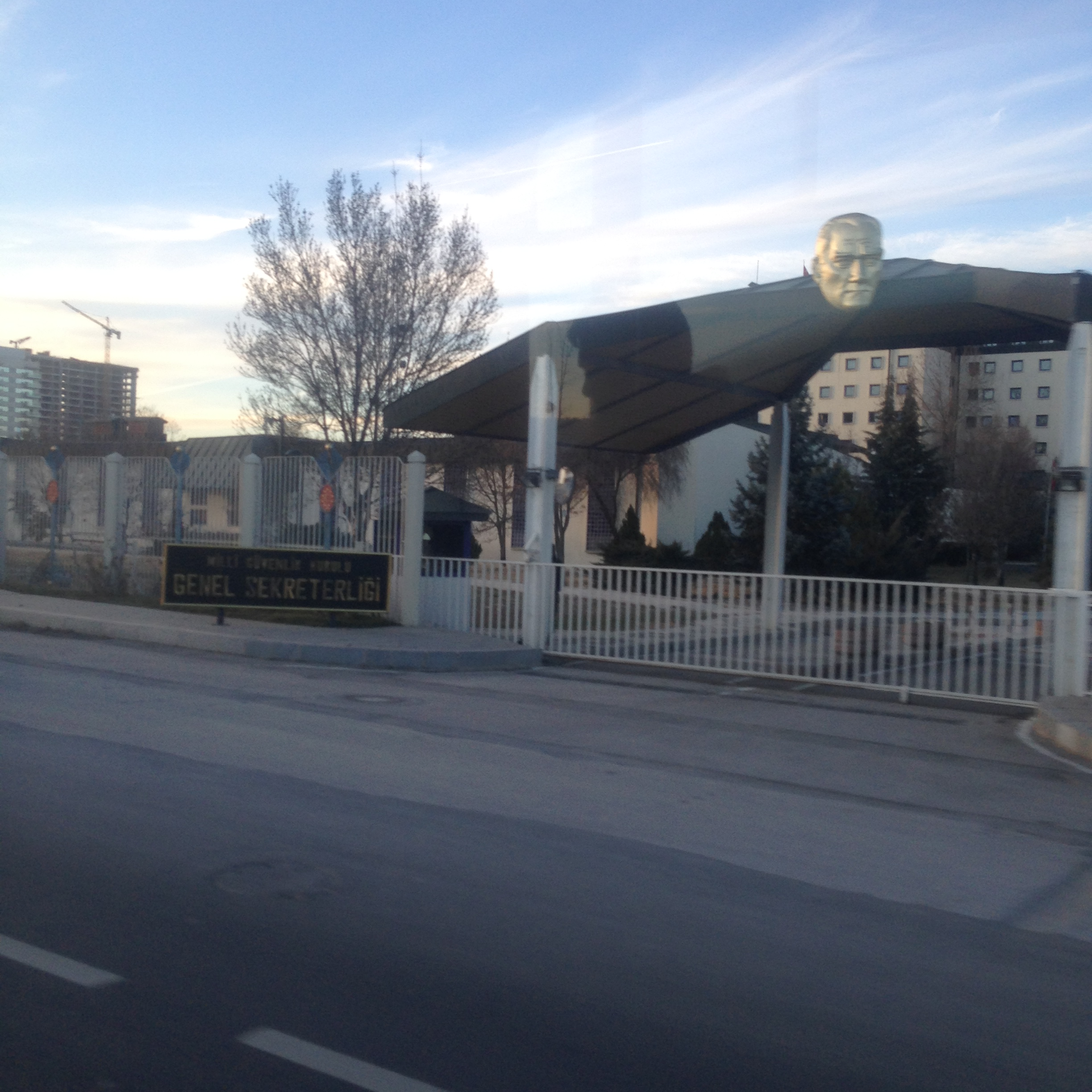
شورای امنیت ملی، آنکارا

## تاریخچه
تشکیل ام جی کی نتیجه کودتای نظامی ۱۹۶۰ بود و از سال ۱۹۶۱ قسمتی از قانون اساسی بوده است. به این ترتیب قانون اساسی ۱۹۶۱ چیزی را تشکیل داد که پژوهشگر ترک آن را "یک سیستم سیاسی دو سر" نام می برد: شورای غیرنظامی وزیران با شورای امنیت ملی در سطح اجرایی همزیستی نمود و نظام نظامی عدالت به شکل آزاد در گوشه عدالت غیرنظامی به فعالیت خود ادامه داد. 
نقش ام جی کی با قانون اساسی ۱۹۸۲ که از جانب حکومت نظامی بعد از کودتای نظامی ۱۹۸۰ پذیرفته شد، پیش از انتقال قدرت به دیپلمات های غیرنظامی نیرومند گردید. از آن وقت به بعد سفارش های آن در رجحان بررسی شورای وزیران قرار می گیرد. در سال ۱۹۹۲، رئیس وقت ستاد کل ارتش، ژنرال. دوغان گورش با اعتماد به نفس گزارش داد که "ترکیه یک کشور نظامی می باشد". 

## نقش ارتش در سیاست ترکیه
ام جی کی به شکل گسترده به عنوان رسمی کردن نفوذ ارتش ترکیه بر سیاست برخورد می شود. از وقتی که مصطفی کمال آتاتورک جمهوری سکولار مدرن ترکیه را در سال ۱۹۲۳ پایه گذاری کرد، ارتش ترکیه خود را مسئول کمالیسم ، ایدئولوژی رسمی حکومتی می دانست، حتی اگر خود آتاتورک بر جدایی ارتش از سیاست اصرار می کرد. 

## اصلاحات پیشین
به منظور برآورده ساختن خواسته های سیاسی اتحادیه اروپا برای آغاز مذاکره های عضویت ، معیارهای کپنهاگ ، ترکیه تعدادی اصلاحات را با اهداف استحکام کنترل غیرنظامی بر ارتش به تصویب رسانده است. این اصلاحات اغلب بر ام جی کی، کار ها، عملکرد و ترکیب آن متمرکز شده است. در تاریخ ۲۳ ژوئیه ۲۰۰۳مجلس ملی کبیر ترکیه "بسته اصلاحی هفتم" را پذیرفت که اهداف آن محدود ساختن نقش ارتش از راه اصلاحات ام جی کی بود. 

## اعضای شورا
| عضو | عضو                    | دفتر                      |
| --- | ---------------------- | ------------------------- |
|     | رجب طیب اردوغان        | رئيس جمهور                |
|     | فوات اوکتای            | معاون رئيس جمهور          |
|     | عبدالحمیت گل           | وزیر دادگستری             |
|     | سلیمان سویلو           | وزیر کشور                 |
|     | مولود چاووش اوغلو      | وزیر امور خارجه           |
|     | هولوسی آکار            | وزیر دفاع ملی             |
|     | ژنرال یاشار گولر       | رئیس ستاد کل              |
|     | ژنرال موسی آوسور       | فرمانده نیروی زمینی       |
|     | دریاسالار عدنان اوزبال | فرمانده نیروی دریایی ارتش |
|     | ژنرال حسن کوچوکاکیوز   | فرمانده نیروی هوایی       |